# Henry Bedinger
Henry Bedinger III (* 3. Februar 1812 bei Shepherdstown, Jefferson County, Virginia; † 26. November 1858 ebenda) war ein US-amerikanischer Politiker. Zwischen 1845 und 1849 vertrat er den Bundesstaat Virginia im US-Repräsentantenhaus.

## Werdegang
Der im heutigen West Virginia geborene Henry Bedinger war ein Neffe des Kongressabgeordneten George M. Bedinger (1756–1843) aus Kentucky. Er besuchte die öffentlichen Schulen seiner Heimat. Nach einem anschließenden Jurastudium und seiner 1832 erfolgten Zulassung als Rechtsanwalt begann er in Shepherdstown in diesem Beruf zu arbeiten. Später verlegte er seinen Wohnsitz und seine Kanzlei nach Charles Town. Politisch schloss er sich der Demokratischen Partei an.
Bei den Kongresswahlen des Jahres 1844 wurde Bedinger im zehnten Wahlbezirk von Virginia in das US-Repräsentantenhaus in Washington, D.C. gewählt, wo er am 4. März 1845 die Nachfolge von William Lucas antrat. Nach einer Wiederwahl konnte er bis zum 3. März 1849 zwei Legislaturperioden im Kongress absolvieren. Diese waren von den Ereignissen des Mexikanisch-Amerikanischen Krieges geprägt. Im Jahr 1848 wurde er nicht wiedergewählt.
Nach dem Ende seiner Zeit im US-Repräsentantenhaus praktizierte Henry Bedinger zunächst wieder als Anwalt. Zwischen 1853 und 1858 war er als Nachfolger von Miller Grieve amerikanischer Gesandter in Dänemark.  Von diesem Posten trat er am 10. August 1858 zurück. Er starb nur wenige Monate später am 26. November 1858 in seinem Heimatort Shepherdstown.